# Willy Herrmann (Politiker)
Willy Herrmann (* 25. Mai 1917 in Wattwil; † 1. Mai 1992 in St. Gallen) war ein Schweizer Politiker (FDP). Er war von 1970 bis 1984 Regierungsrat des Kantons St. Gallen.

## Leben
Willy Herrmann wuchs in einem Waisenhaus in Wattwil auf. Nach einer Verwaltungslehre arbeitete er zwei Jahre lang im Polizeidepartement des Kantons St. Gallen.
In den Jahren 1943 bis 1947 wirkte er als Amtsschreiber des Bezirks Neutoggenburg und wurde 1947 zum Gemeindeammann von Wattwil gewählt. Während seiner Tätigkeit als Gemeindeammann setzte er sich insbesondere für die Errichtung der Kantonsschule Wattwil ein. 1951 wurde er zusätzlich in den Grossen Rat des Kantons St. Gallen gewählt, dem er bis 1971 angehörte.
Im Jahr 1970 wurde Herrmann in die Regierung des Kantons St. Gallen gewählt, wo er bis 1972 das Erziehungsdepartement und von 1972 bis 1984 das Volkswirtschaftsdepartement leitete. In seiner Amtszeit als Regierungsrat engagierte sich Herrmann vor allem für Reformen im Schulwesen, die Schaffung der kantonalen Arbeitslosenkasse und den Ausbau des öffentlichen Verkehrs.
Willy Herrmann lebte im Wattwiler Dorfteil Scheftenau und starb am 1. Mai 1992.